# نیجر ۸۷۶۶
سیارک ۸۷۶۶ (به انگلیسی: 8766 Niger، نامگذاری:1304T-2) هشت هزار و هفتصد و شصت و ششمین سیارک کشف شده‌است که در ۲۹ سپتامبر ۱۹۷۳ کشف شد.
قدر مطلق سیارک برابر ۱۳٫۰۰ است.